# Regniowez
Regniowez est une commune française, située dans le département des Ardennes en région Grand Est, à la frontière franco-belge.

## Géographie

### Hydrographie
La commune est traversée par la ligne de partage des eaux entre  les bassins hydrographiques Rhin-Meuse et Seine-Normandie. Elle est drainée par la Sormonne, le Gland, l'Eau Noire, le ruisseau Ste-Anne, le ruisseau de l'Étang du Sous-Prefet, le cours d'eau 03 de la Louvière, le cours d'eau 24 de la commune de Neuville-lez-Beaulieu et divers autres petits cours d'eau,.
La Sormonne, d'une longueur de 56 km, prend sa source dans la commune de Taillette et se jette  dans la Meuse à Warcq, après avoir traversé 23 communes.
Le Gland, d'une longueur de 37 km, prend sa source dans la commune  et se jette  dans l'Oise (rive gauche) à Hirson, après avoir traversé huit communes.
L'Eau Noire, d'une longueur de 12 km en France, prend sa source sur le plateau de Rocroi, traverse l'Ardenne avant de rejoindre Couvin, en Belgique, et se jeter  dans l'Eau Blanche près de Dourbes pour donner naissance au Viroin.

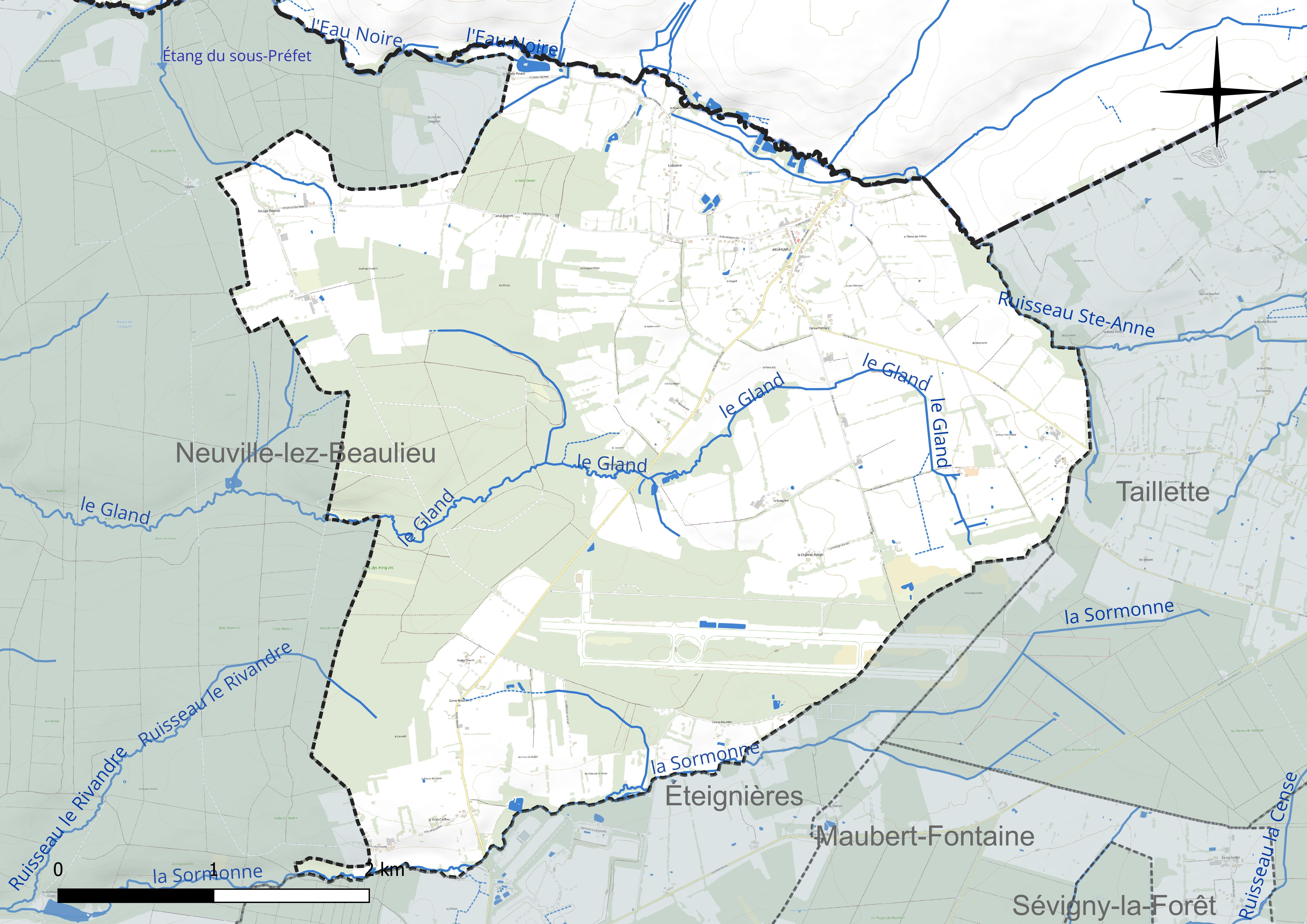
Réseau hydrographique de Regniowez.

### Climat
Pour des articles plus généraux, voir Climat du Grand Est et Climat des Ardennes.
En 2010, le climat de la commune est de type climat de montagne, selon une étude du Centre national de la recherche scientifique s'appuyant sur une série de données couvrant la période 1971-2000. En 2020, Météo-France publie une typologie des climats de la France métropolitaine dans laquelle la commune est exposée à un climat océanique altéré et est dans la région climatique Nord-est du bassin Parisien, caractérisée par un ensoleillement médiocre, une pluviométrie moyenne régulièrement répartie au cours de l’année et un hiver froid (3 °C).
Pour la période 1971-2000, la température annuelle moyenne est de 9 °C, avec une amplitude thermique annuelle de 15,3 °C. Le cumul annuel moyen de précipitations est de 1 087 mm, avec 14,2 jours de précipitations en janvier et 10,4 jours en juillet. Pour la période 1991-2020, la température moyenne annuelle observée sur la station météorologique de Météo-France la plus proche, « Rocroi », sur la commune de Rocroi à 7 km à vol d'oiseau, est de 9,5 °C et le cumul annuel moyen de précipitations est de 1 210,4 mm. 
La température maximale relevée sur cette station est de 37,6 °C, atteinte le 25 juillet 2019 ; la température minimale est de −14,7 °C, atteinte le 4 février 2012,,.
Les paramètres climatiques de la commune ont été estimés pour le milieu du siècle (2041-2070) selon différents scénarios d'émission de gaz à effet de serre à partir des nouvelles projections climatiques de référence DRIAS-2020. Ils sont consultables sur un site dédié publié par Météo-France en novembre 2022.

## Urbanisme

### Typologie
Au 1er janvier 2024, Regniowez est catégorisée commune rurale à habitat très dispersé, selon la nouvelle grille communale de densité à 7 niveaux définie par l'Insee en 2022.
Elle est située hors unité urbaine et hors attraction des villes,.

### Occupation des sols
L'occupation des sols de la commune, telle qu'elle ressort de la base de données européenne d’occupation biophysique des sols Corine Land Cover (CLC), est marquée par l'importance des territoires agricoles (60,2 % en 2018), en diminution par rapport à 1990 (61,2 %). La répartition détaillée en 2018 est la suivante : 
prairies (53,7 %), forêts (34,3 %), zones agricoles hétérogènes (4,1 %), zones industrielles ou commerciales et réseaux de communication (3,3 %), terres arables (2,3 %), milieux à végétation arbustive et/ou herbacée (1,1 %), zones urbanisées (1 %). L'évolution de l’occupation des sols de la commune et de ses infrastructures peut être observée sur les différentes représentations cartographiques du territoire : la carte de Cassini (XVIIIe siècle), la carte d'état-major (1820-1866) et les cartes ou photos aériennes de l'IGN pour la période actuelle (1950 à aujourd'hui).

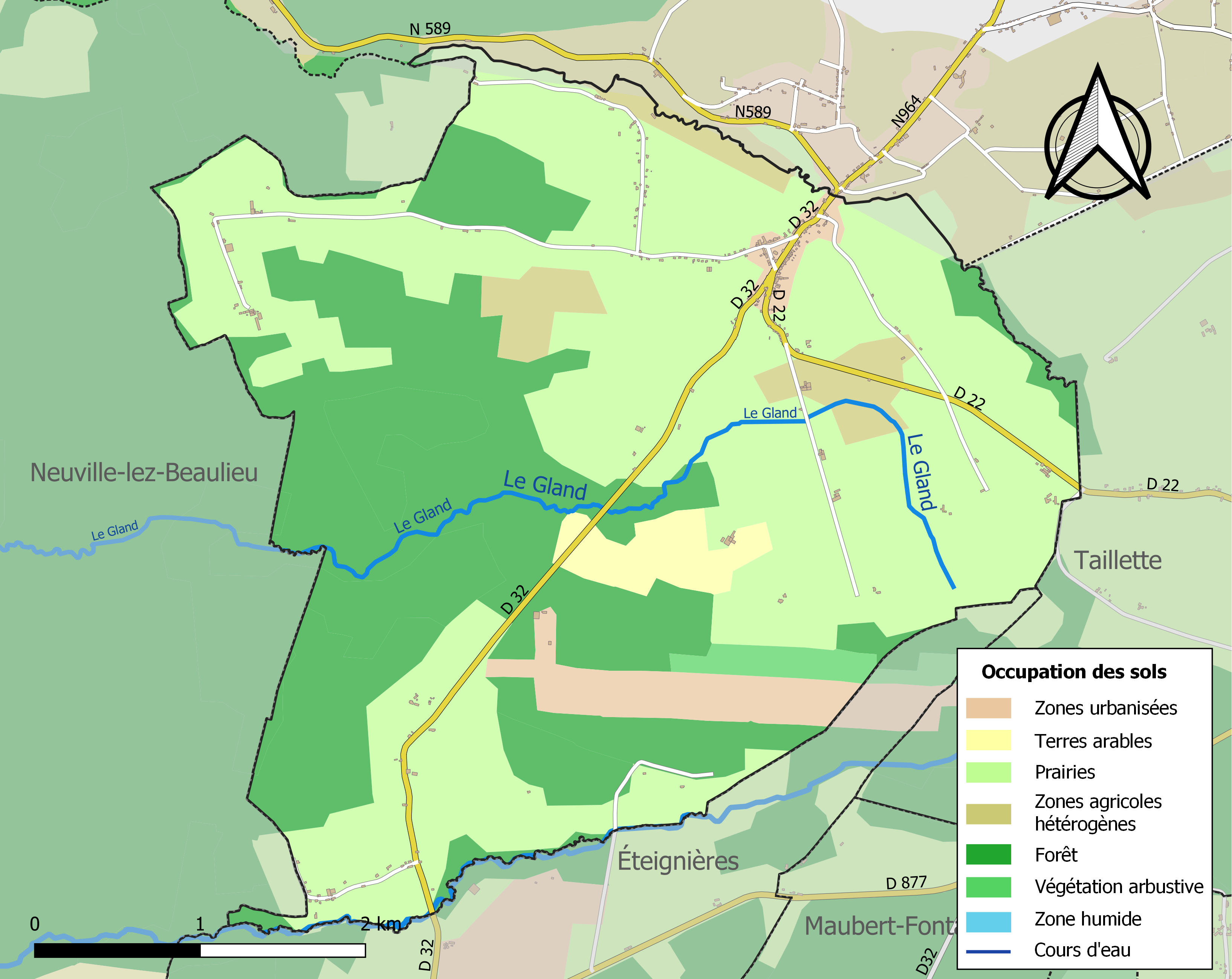
Carte des infrastructures et de l'occupation des sols de la commune en 2018 (CLC).

## Toponymie
Attestée sous la forme Renouvies en 1340, « le gué de Regnaud ».

## Politique et administration
| Période                                  | Période                   | Identité                                          | Étiquette | Qualité                                  |
| ---------------------------------------- | ------------------------- | ------------------------------------------------- | --------- | ---------------------------------------- |
|                                          | 1876                      | Chapelet                                          |           |                                          |
| 1877                                     |                           | Bocquillet                                        |           |                                          |
| av.1924                                  | ?                         | Fernand Godin                                     | RG        | Cultivateur, conseiller d'arrondissement |
| 1983                                     | mars 2008                 | Alphonse Cordewener                               |           |                                          |
| mars 2008                                | En cours (au 23 mai 2020) | Jean-Yves Lagneaux Réélu pour le mandat 2020-2026 |           | Cadre de la fonction publique            |
| Les données manquantes sont à compléter. |                           |                                                   |           |                                          |

Regniowez  a adhéré à la charte du parc naturel régional des Ardennes, à sa création en décembre 2011.

## Démographie
L'évolution du nombre d'habitants est connue à travers les recensements de la population effectués dans la commune depuis 1793. Pour les communes de moins de 10 000 habitants, une enquête de recensement portant sur toute la population est réalisée tous les cinq ans, les populations de référence des années intermédiaires étant quant à elles estimées par interpolation ou extrapolation. Pour la commune, le premier recensement exhaustif entrant dans le cadre du nouveau dispositif a été réalisé en 2008.

En 2022, la commune comptait 377 habitants, en évolution de −4,56 % par rapport à 2016 (Ardennes : −2,97 %, France hors Mayotte : +2,11 %).
| 1793 | 1800 | 1806 | 1821 | 1831 | 1836 | 1841 | 1846 | 1851 |
| ---- | ---- | ---- | ---- | ---- | ---- | ---- | ---- | ---- |
| 470  | 391  | 479  | 594  | 711  | 787  | 812  | 783  | 797  |

| 1866 | 1872 | 1876 | 1881 | 1886 | 1891 | 1896 | 1901 | 1906 |
| ---- | ---- | ---- | ---- | ---- | ---- | ---- | ---- | ---- |
| 780  | 746  | 764  | 740  | 741  | 711  | 634  | 615  | 635  |

| 1911 | 1921 | 1926 | 1931 | 1936 | 1946 | 1954 | 1962 | 1968 |
| ---- | ---- | ---- | ---- | ---- | ---- | ---- | ---- | ---- |
| 635  | 531  | 512  | 509  | 521  | 472  | 471  | 416  | 344  |

| 1975 | 1982 | 1990 | 1999 | 2006 | 2008 | 2013 | 2018 | 2022 |
| ---- | ---- | ---- | ---- | ---- | ---- | ---- | ---- | ---- |
| 355  | 357  | 366  | 396  | 388  | 386  | 398  | 388  | 377  |

## Héraldique
| Armes de Regniowez | Les armes de Regniowez se blasonnent ainsi : D’or à la croisette pattée écartelée en sautoir de gueules et d’azur, surmontée d’un étai aussi de gueules et soutenue d’une plaine ondée de sable, au chef aussi d’azur chargé de deux fleurs de lys du champ. |

## Lieux et monuments
Ancien aérodrome de l'OTAN, l'aérodrome de Rocroi-Regniowez construit en 1956 sert de base aérienne de dispersion pour la 1re escadre de la 1re division aérienne du Canada de l’Aviation royale canadienne basé à RCAF Station Marville jusqu'en 1967.
- Futur parc d'activité.
- Église de la Sainte-Trinité de Regniowez.

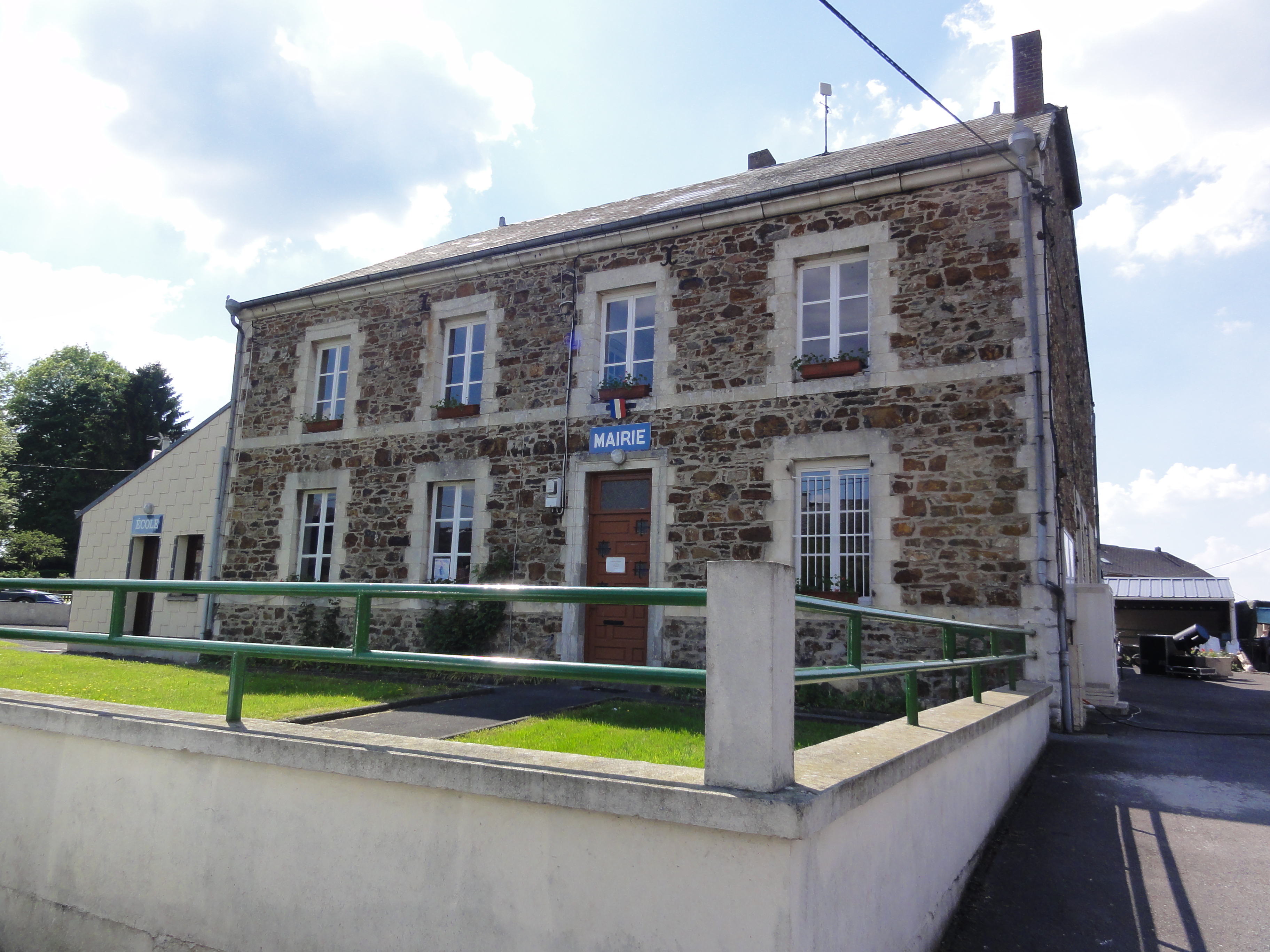
La mairie.
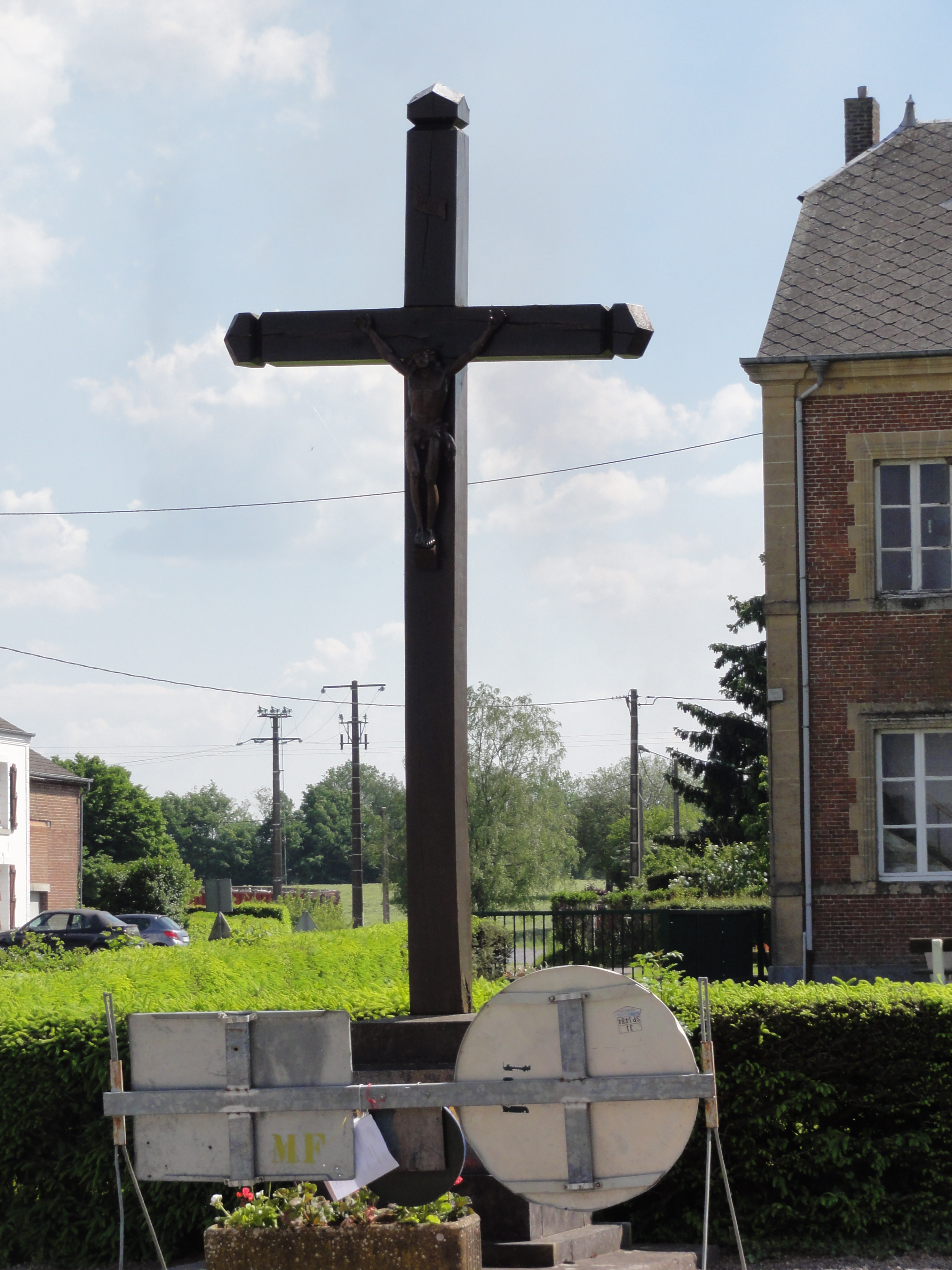
Croix de chemin.
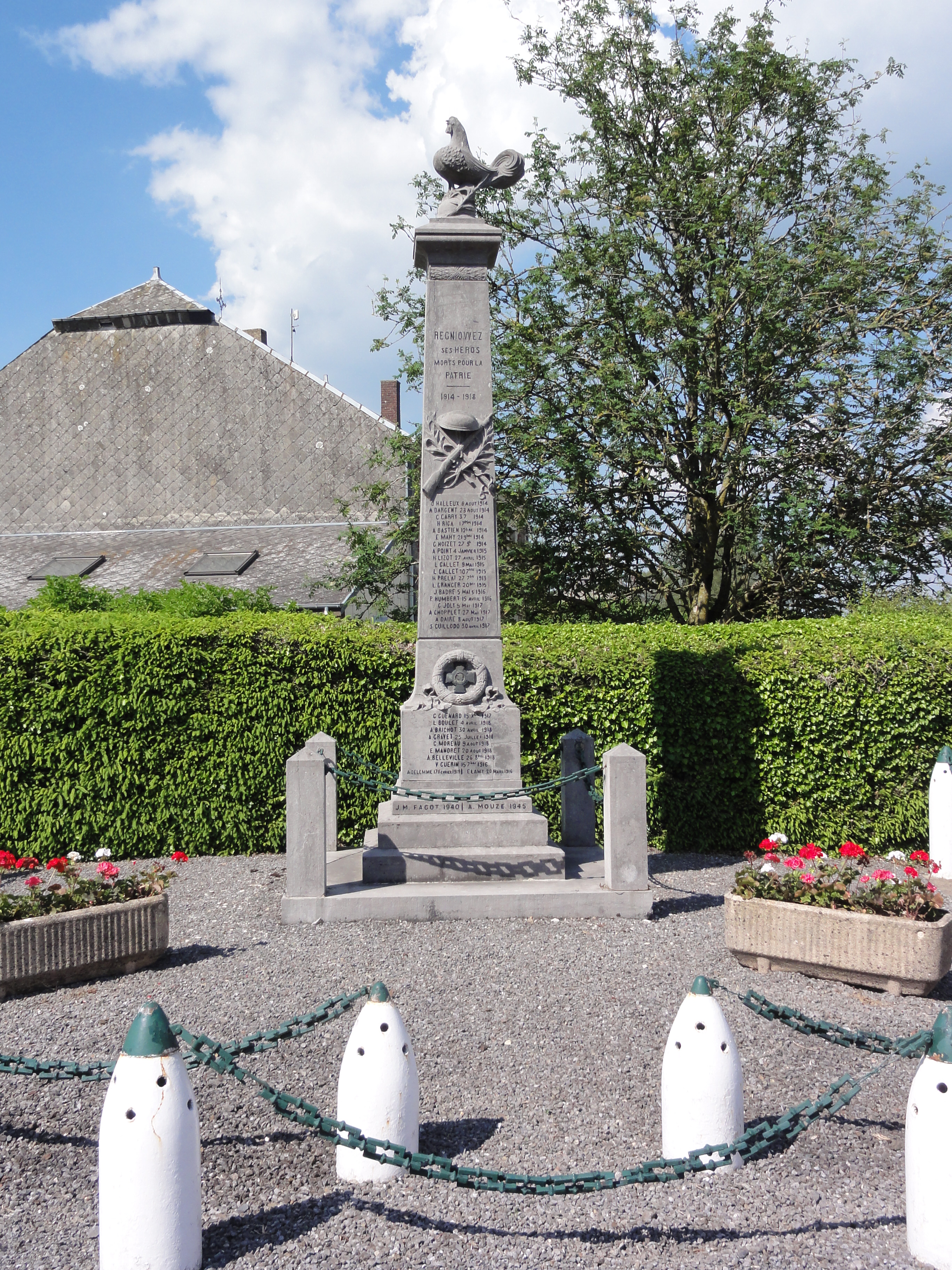
Monument aux morts.
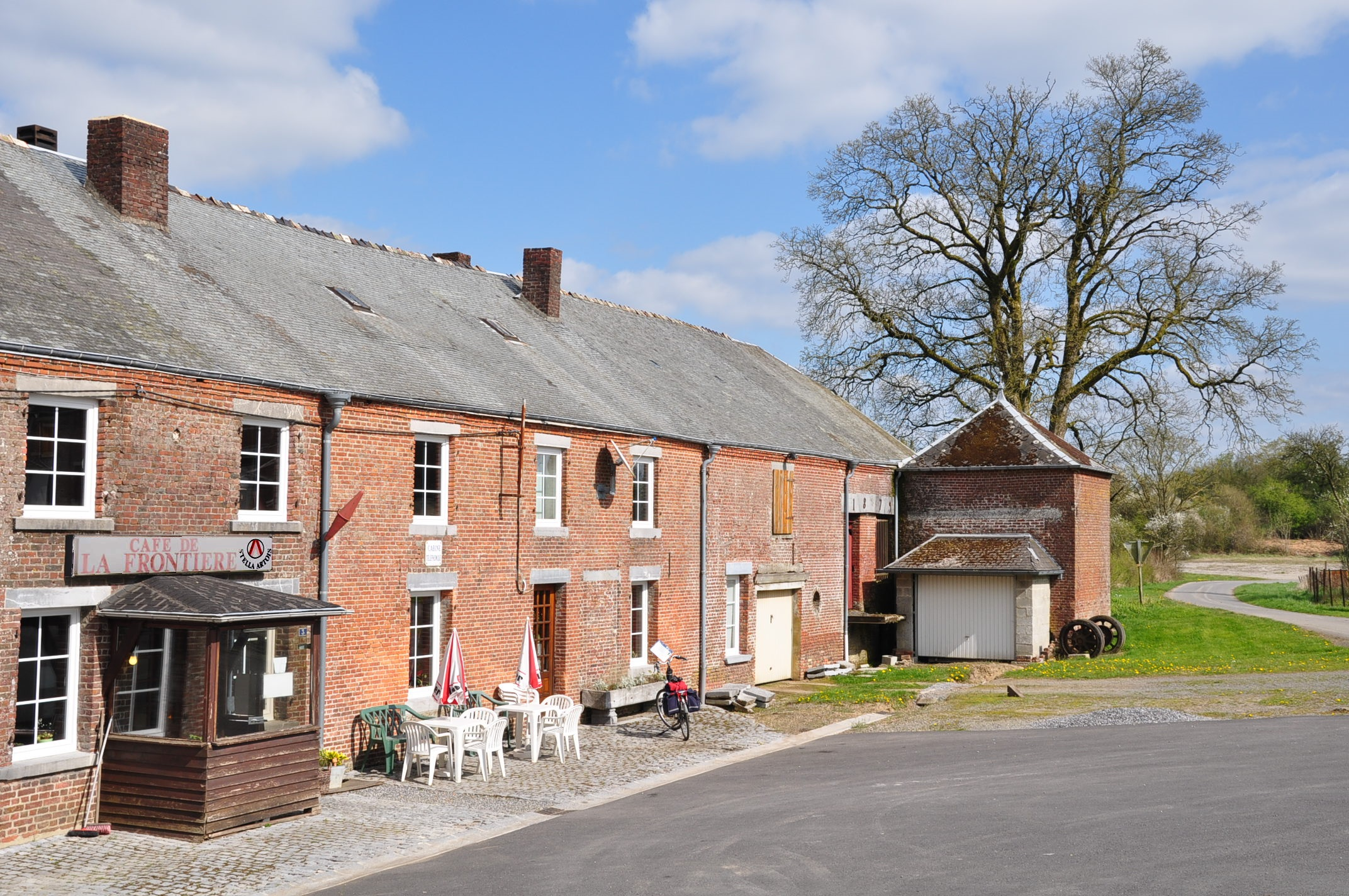
Café de la Frontière.
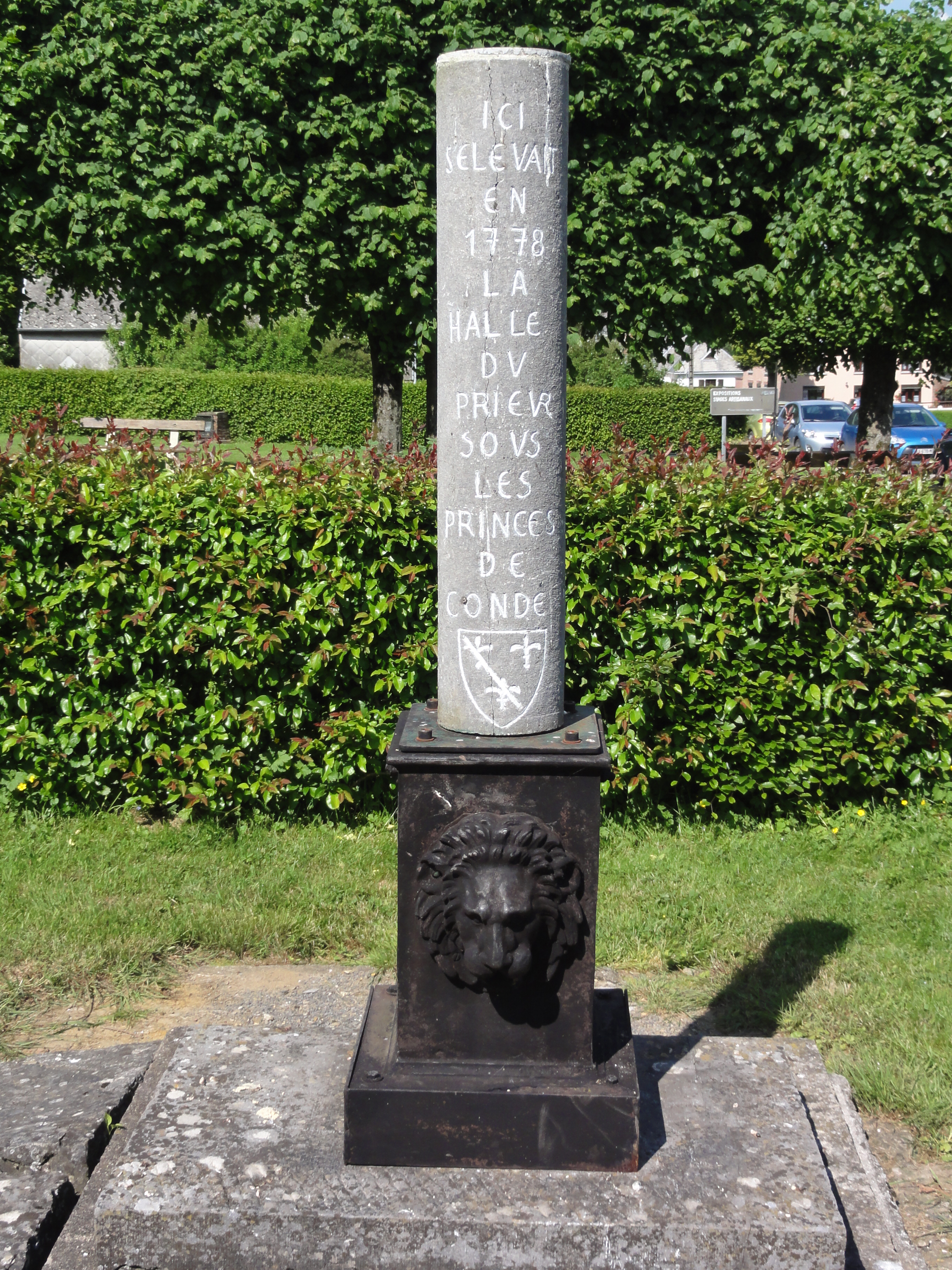
Pierre commémorative de la Halle.
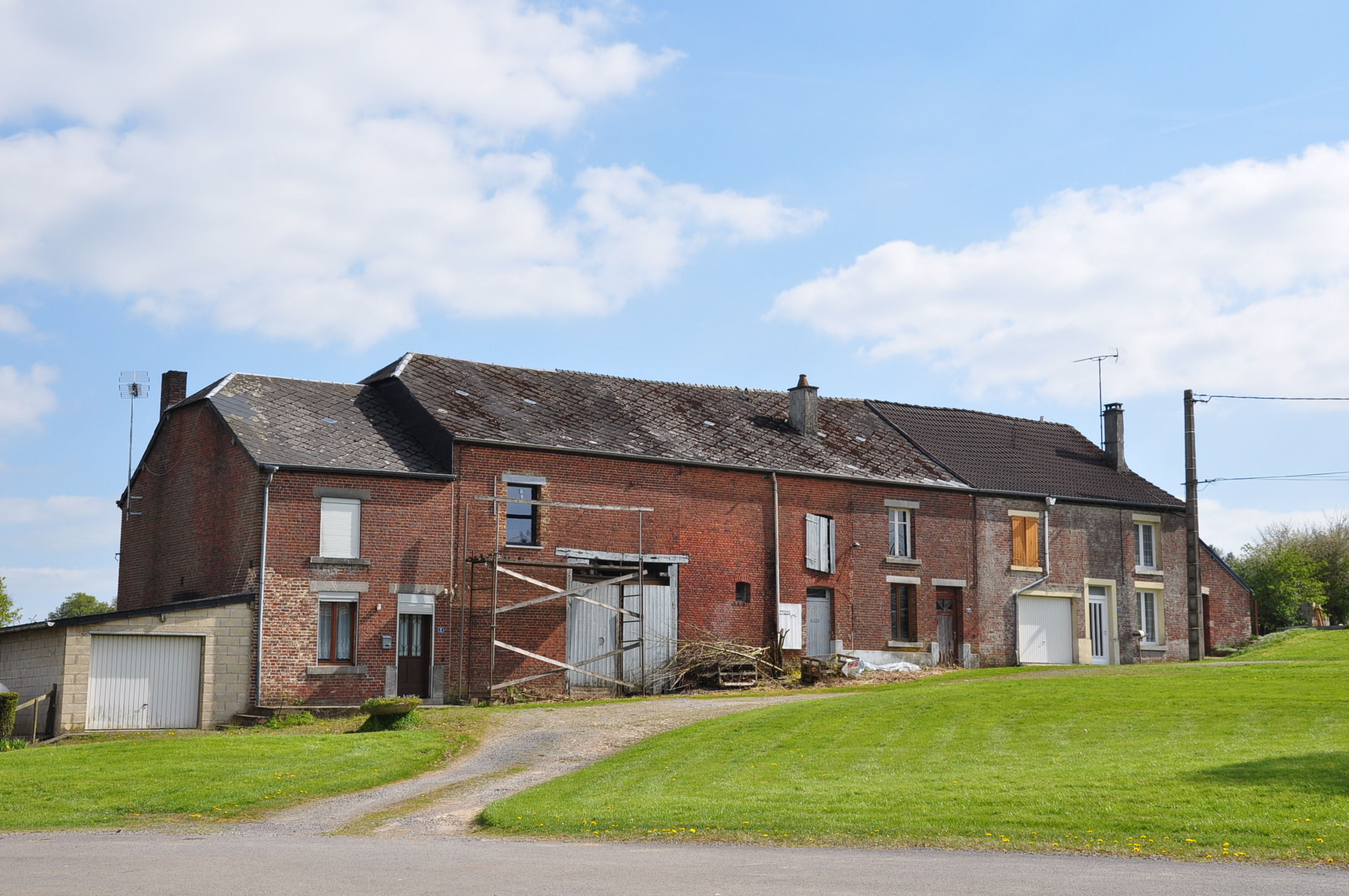
Grande ferme.
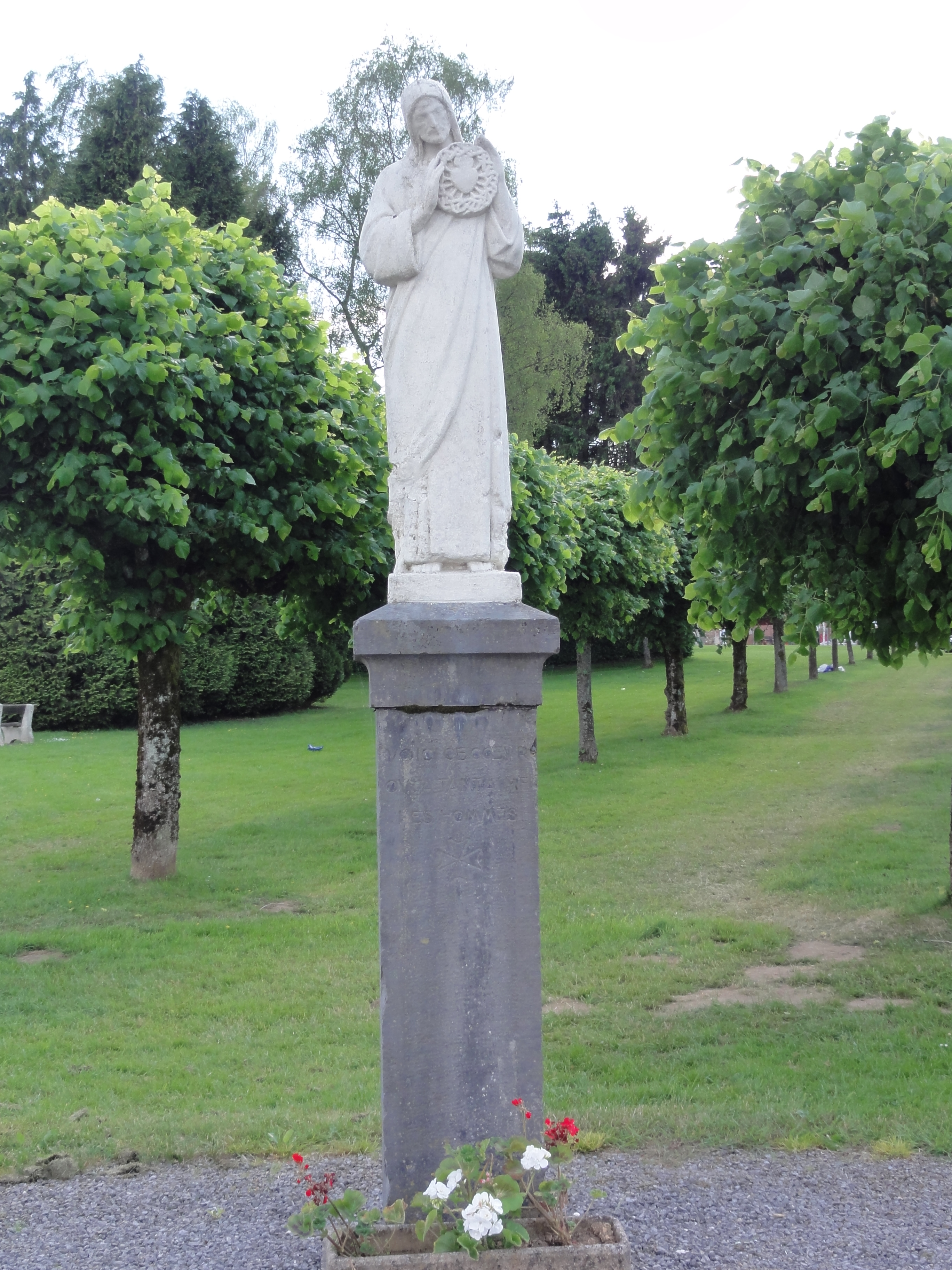
Statue Sacré Cœur.

## Personnalités liées à la commune
Le père franciscain Bonaventure Fieullien, artiste peintre, graveur, écrivain et poète, a vécu à Regniowez de 1944 à sa mort en 1976.
Un musée lui est consacré.